# Association for Symbolic Logic
La Association for Symbolic Logic (ASL) es el organismo internacional de especialistas en lógica y lógica matemática de mayor prestigio a nivel mundial. Reconocido a nivel mundial en el campo de la teoría de modelos, fue fundado en 1936, un año crucial en el desarrollo de la lógica moderna, y su primer presidente fue Alonzo Church. Su presidente actual es Penelope Maddy.

## Publicaciones
La ASL publica libros y revistas académicas. Sus revistas oficiales son la Journal of Symbolic Logic (JSL), el Bulletin of Symbolic Logic, y el Review of Symbolic Logic. La organización también ha jugado un importante papel en la publicación de los escritos recolectados de Kurt Gödel.

## Reuniones
La ASL organiza anualmente dos grandes congresos, uno en los Estados Unidos y el otro en Europa (este último es conocido como el Logic Colloquium). Adicionalmente, la ASL organiza regularmente congresos en conjunto con la American Mathematical Society (AMS) y la American Philosophical Association (APA), y auspicia anualmente otros congresos en diversos países.